# Yippee, Yappee and Yahooey
Yippee, Yappee and Yahooey (1964) – produkcja studia Hanna-Barbera, którego premiera światowa nastąpiła 16 września 1964.

## Fabuła
Yippee, Yappee i Yahooey są psami, które służą królowi jako jego ochrona. Muszą zawsze chronić i służyć królowi. W tym czasie będą walczyć z ziejącymi ogniem smokami i różnymi czarnymi charakterami.

## Obsada
- Doug Young – Yippee
- Daws Butler – Yappee
- Hal Smith – Yahooey / Król

## Spis odcinków (ang.)
Serial składa się z 23 odcinków, po 6 minut każdy (emitowany po jednym):
1. The Volunteers
2. Black Bart
3. Double Dragon
4. Outlaw In-Law
5. Horse Shoo Fly
6. Wild Child
7. Witch is Whitch?
8. Wise Quacking
9. Nautical Nitwits
10. Job Robbed
11. Unicorn on the Cob
12. Mouse Rout
13. Handy Dandy Lion
14. Sappy Birthday
15. King of the Roadhogs
16. Palace Pal Picnic
17. Sleepy Time King
18. Pie Pie Blackbird
19. What the Hex Going On?
20. Eviction Capers
21. Hero Sandwiched
22. Throne for a Loss
23. Royal Rhubard